# Игнац Вољч
Игнац Вољч — Фриц (Врхника, 4. јул 1904 — Дравоград, 4. април 1944) учесник Народноослободилачке борбе и народни херој Југославије.

## Биографија
Рођен је 4. јула 1904. године у месту Врхника, код Љубљане. Вољч је одрастао у сеоској породици. Изучио је ковачки и радио на разним местима. Године 1932, долази у напредни покрет у Нотрањској и ради у њему. Управо због тога бива ухапшен. У Нотрањском процесу Суд за заштиту државе у Београду осудио је Вољча на четири година робије. Након повратка из Сремске Митровице, где је издржао казну, он наставља илегално политичку активност.
Након окупације остаје у илегалности. Као секретар Среског комитета Партије за Лошку Долину он оснива организације Ослободилачке фронтове у том крају. Почетком 1933. вршио је партизанске дужности на подручју Великих Лашча, руководио је и партијском техиком која је била смештена у малом селу Калише. Године 1942, постао је секретар окружног руководства Ослободилачког фронта. Био је члан и Окружног комитета КПЈ за Рибнишки округ.
Године 1943, Вољч постаје секретар Окружног комитета КПЈ за Нотрањску. Тада су услови за политички рад били веома тешки. На територији која је делимично ослобођена и пуна белоградских утврђења, Вољч је неуморно и успешно извршавао своје задатке Партије. Почетком 1944. године Вољч је постављен за секретара Обласног комитета КП Словеније за Штајерску. На свом првом задатку пао је у борби са немачким фашистима близу Дравограда. За народног хероја проглашен је 27. новембра 1953.